# ستوي غريفين
ستيورات غيليغان غريفين، هو شخصية خيالية من المسلسل الكرتوني «فاميلي غاي». يؤدي صوته منتج المسلسل سيث ماكفارلن، الذي ظهر للمرة الأولى على التلفاز، إضافةً إلى بقية أفراد عائلة غريفين، في فيلم قصير مدته 15 دقيقة في ديسمبر 1998. صمم شخصية ستوي المنتج ماكفارلن بنفسه، الذي طُلِب منه أن يعرض حلقة تجريبية لشبكة فوكس التلفزيونية، مُشتقة من مجموعة أفلام «حياة لاري» و«لاري وستيف» الكرتونية القصيرة، وهما فيلمان من إنتاج ماكفارلن عن رجل متوسط العمر يُدعى لاري وكلب مُثقف يُدعى ستيف. بعد قبول الحلقة التجريبية، ظهرت عائلة غريفين على التلفاز للمرة الأولى في حلقة «للموت ظل».
ستوي هو الطفل الرضيع البالغ بسرعة كبيرة، الذي يتحدث ويتصرف كشخص ناضج، بدأ دوره في المسلسل شخصيةً نرجسية مُعتلة نفسيًا، مهووسة بالعنف والقتل والسيطرة على العالم. يُعد أصغر أبناء بيتر ولويس غريفين، والأخ الأصغر لميغ وكريس. خلال فترة عرض المسلسل، وتحديدًا بعد عرض حلقتي «ستوي يقتل لويس» و«لويس تقتل ستوي»، خُففت جوانب العُنف من شخصية ستوي، وتطور ليصبح غريب الأطوار ومحبوبًا وحيويًا وشقيًا، قد يُشار إلى هذا الموضوع في الفيلم المباشر «ستوي غريفين: الحكاية الخفية». أصبح أيضًا صديقًا مقربًا لكلب العائلة الشبيه بالبشر، برايان، الذي كان مُزعجًا في حلقات البداية. يُعد ستوي الشخصية الأشهر من المسلسل، وتلقى العديد من توصيات الكُتاب مثل جوديس بيير. احتل المركز 95 حسب تصنيف مجلة ويزارد لأعظم مجرم على مر التاريخ.

## دوره في مسلسل فاميلي غاي
ستوي هو الطفل المعجزة البالغ من العمر عامًا واحدًا، وذو عقلية معقدة للغاية إذ يجيد البريطانية الإنجليزية الملكية باستخدام مفردات معقدة. أكمل عامه الأول في الموسم الأول في حلقة «ضربة الموت»، وثبت عمره منذ ذلك الحين على سنة واحدة، رغم رؤيته يرتاد الروضة في العديد من الحلقات. إضافةً إلى كونه متعلمًا ومُلمًا بمصطلحات بالثقافة الشعبية التي سبقت مولده، يبتهج ستوي عند سماع أغاني رافي ومشاهدة تيليتبيز. يستسلم ستوي للنزعات الطفولية الأخرى، فمثلًا: يصدق أن بيتر قد اختفى فعلًا في لعبة الغميضة (بيكابو)، ويصعب عليه فهم مبدأ الأشكال، ويتحدث إلى الدب المحشو روبرت كأنه حيّ، ويضحك بشدة عندما تنفخ لويس على بطنه، ولا يمتلك أدنى فكرة عن كيفية استخدام المرحاض. صرّح ماكفارلن بأن شخصية ستوي تُمثل مقدار قلة الحيلة عند الأطفال في نظر البالغين. وفقاً لمعايير الفيزياء في الرسوم المتحركة، فإن قدرته على حمل أشياء بوزن أثقل منه ليس أمرًا مُفاجئًا للشخصيات الأخرى، كذلك قدرته على إظهار اسلحة نارية من العدم أو قدرته على الكلام. وفقًا للموسم السادس عشر «لا تكُن وغدًا في عيد الميلاد»، يستطيع ستوي فهم اللغة الألمانية، لكن لا يمكنه التحدث بها، إذ تمتلك والدته عِرقًا ألمانيًا ويمكن عائلة بيتر شميدت -باستثناء لويس- التحدث بها.
يصل تفوق ستوي في الفيزياء والهندسة الميكانيكية إلى مستوى الخيال العلمي. إذ بنى وطوّر طائرات حربية متقدمة وأجهزة تحكم في العقل وأجهزة تحكم في الطقس وأجهزة انتقال المادة من بُعد، وروبوتات ونسخ حية وجهاز تحويل كائن إلى طاقة، كما في فيلم ستار تريك، وآلة تحكم بالزمن وجهاز انتقال بين العوالم وكبسولة تقليص الحجم، إضافةً إلى مجموعة من الأسلحة، تتضمن أسلحة ليزرية وجهاز إطلاق الصواريخ ونشاب. يستعمل ستوي هذه الأدوات ليتعامل مع ضغط حياة الرضّع -مثل آلام التسنين وأكل البروكلي- ولاغتيال والدته، لويس، بنجاح متباين في الاعتماد على الهدف. كما اتضح في الحلقة الأولى، ميول ستوي إلى قتل والدته هي نتيجة لتخريب لويس المستمر -غير المتعمد- لمخططاته، لذلك يرغب في قتلها كي يستمر في تنفيذ مخططاته دون أن تُقاطِعه. في حلقات متقدمة، ينخرط ستوي في أفعال عدوانية أو إجرامية، منها السرقة والاعتداء المُسلح وسرقة السيارات ومراباة القروض والتزييف وقتل العديد من الشخصيات الثانوية، بواسطة دبابة وعيارات نارية ومختلف أنواع الأسلحة.
يستوعب ستوي أحلامه لقتل والدته وغزو العالم في الحلقة المكونة من جزئين «ستوي يقتل لويس» و«لويس تقتل ستوي» في الموسم السادس. ترتد الأحداث بنهاية صادمة، إذ يتبين أن القصة بأكملها كانت عرضًا محاكيًا على شاشة الحاسوب. بسبب نهايته الكارثية في المحاكاة، حين يصيبه بيتر ويقتله بعيار ناري، يُقرر أن يترك مخططاته لقتل والدته وغزو العالم في الوقت الحالي.
يحتقر ستوي معظم الأشخاص، لكنه يتعاطف مع أفراد عائلته ونادرًا ما يعاملهم بلطف. مثل لحظات ساند فيها ميغ -يناديها عادةً «ميغان»- عندما وبخت برايان بسبب سلوكه العدواني معها بعد تعاطيه الكوكايين، في حلقة «الخط الرفيع الأبيض»، وتراجع عن قول نكتته «أكرهكِ أيضًا يا عاهرة» عندما قالت ميغ «أكرهكم جميعًا» لعائلتها، في حلقة «تاريخ عائلة غريفين غير المعنون»، ومسَح دموعها لحظة بكائها. لكن في معظم الأحيان، يقلل ستوي من احترام ميغ، كما يفعل مع معظم البالغين، وكما يتعامل معظم الناس مع ميغ، ويقسو عليها ويُعرضها للأذى بسبب تصرفاته، خدعها ذات مرة لتخرج وتتعرض لهجوم سرب من النحل تحت تأثير المنشطات.
ينظر إلى بيتر باحتقار لكونه «الرجل البدين»، وفي لحظة ما، تراوده شكوك حول كون بيتر هو والده الحقيقي، كما في فيلم «ستوي غريفين: الحكاية المخفية»، رغم ذلك تنشأ بينهما رابطة في حب خداع لويس وعمل المقالب بها، في حلقة «معرفة والد ستوي». في حين يعامل ستوي كريس بوصفه أضحوكة، فإنه يعده صديقه الوحيد إلى جانب برايان، وساعده في الاستعداد لموعده الغرامي عندما كان خجولاً للغاية، في حلقة «إكسترا لارج ميديم»، وساعده في التعامل مع المتنمرين، في حلقة «الكلام غير المباشر». في بعض الحلقات، كما في «ستوي يحب لويس»، يظهر ستوي إمكانية حب والدته. في تلك الحلقة، بعد أن تُصلح لويس وتجمع أجزاء روبرت –دب ستوي المحشو- وتطهو له وجبته المفضلة، يعيد التفكير بها ويعدها والدته المُحبة. عندما يصبح كثير الاعتماد عليها، تتعمد لويس تجاهله، وحين يؤذي نفسه تحاول أن تهتم به مجددًا، لكنه يعود إلى كرهها. على كل حال، في حلقة نهاية الموسم التاسع، «وبعدها قلَّ عددهم»، عندما تقترب دايان سيمونز من قتل لويس لكشفها عن مخطط القتل بدافع الانتقام، ينقذ ستوي حياة لويس بقتل دايان ببندقية قناصة، لكنه يصرح بأنه فعل ذلك لكيلا يضيع على نفسه فرصة قتل لويس مستقبلًا.
في المواسم الأحدث، يتحرر ستوي من والديه أكثر، ويُمضي معظم وقته مع برايان. يتقدم الأمر ليصل إلى تمكن ستوي من الاحتفاظ بخنازير من العوالم الموازية، في حلقة «الطريق نحو العالم الموازي»، أو يحصل على دور في العرض التلفزيوني «مزرعة جولي» في حلقة «انطلق يا ستوي»، مقارنةً بالموسم الأول، عندما كانت خططه تتعرض للعرقلة من لويس. في حلقة «اليد التي تهز المقعد المتحرك»، يستنسخ ستوي سهوًا توأمًا شريرًا منه بعد محاولة زيادة جانبه الشرير. في نهاية الحلقة، يُعتقَد أن برايان قد قتل نسخة ستوي الاصلية دون قصد، إذ لم يستطع التفريق بين النسختين، ويلتفت ستوي نحو الكاميرا بعيون صفراء مشعة، تذكيرًا بمقطع الفيديو الخاص بمايكل جاكسون «ثريلر». ثم، كما يظهر في الحلقة التي تليها «تبادل الأماكن»، يبدو ستوي على طبيعته الغريبة غير المؤذية، ويظهر عندما يسأل برايان هل يود تبادل المكان معه بهدف المتعة. ويبدأ أيضًا بالتفاعل مع المزيد من الناس رغم كراهيته لمعظمهم، ويظهر في مقاطع من الحلقات اللاحقة أكثر ابتهاجًا. يظهر ستوي في الحلقات الأحدث معجبًا كبيرًا بالمغنية تايلور سويفت، ويجعلها ترافق كريس في حفلة التخرج الراقصة. يتفاعل ستوي نادرًا مع جاره المتحرش بالأطفال هيربيت. يكرهه ستوي على الفور وهو من القلة الذي يعرفون طبيعة هيربيت المريضة، حتى أنه ناداه ذات مرة بالمنحرف. يُدفع هيربيت للتفكير أن ستوي «سريع الغضب».